# 克里斯托夫·朗根
克里斯托夫·朗根（德語：Christoph Langen，1962年3月27日—），德国男子雪车运动员。他曾代表西德和德国参加1988年、1992年、1998年和2002年冬季奥林匹克运动会雪车比赛，获得二枚金牌和二枚铜牌。